# 엘리자베스 맥래
엘리자베스 맥레이(Elizabeth MacRae, 1936년 2월 22일~2024년 5월 27일)는 미국의 배우이다.

## 출연 작품

### 영화
- 컨버세이션(1974년)
- 인크레더블 미스터 림펫(1964년)

### 텔레비전
- 코작(1973년)
- 우리 생애 나날들(1965년)
- 딜론 보안관(1955년)